# Fiordo Ingolf
El fiordo Ingolf (danés: Ingolfs Fjord), también conocido como Seno Ingolf, es un fiordo de la costa noreste de Groenlandia en el norte de la Tierra del Rey Federico VIII.
El fiordo fue bautizado así por la expedición danesa de 1906-1908, dirigida por Lauge Koch, que cartografió la costa norte de Groenlandia entre Cabo York y Seno de Dinamarca. Llevaba el nombre de la goleta de 544 toneladas Ingolf, utilizada para levantamientos hidrográficos en aguas de Groenlandia en 1879 y 1895; esta embarcación también había sido utilizada por Andreas Peter Hovgaard en un viaje a las Indias Occidentales en 1884-85..

## Geografía
El fiordo Ingolf está situado entre la Tierra de Holm, al sur, y la Tierra de Amdrup, al norte, en el extremo meridional de la península de Crown Prince Christian Land. En su extremo oriental se encuentran las Islas Wegener, cerca de su desembocadura en el Mar de Groenlandia. Entre Cabo Jungersen al norte y Eskimonaesset al sur. En la orilla sur del fiordo se encuentran los Alpes Princesa Carolina-Matilde y la terminación del glaciar Spaerre Brae (danés: Brede Spærregletscher), a unos 40 kilómetros (24,9 mi) de su desembocadura.  danés: Nunatameporten es una montaña de 1593 metros (1742,1 yd) de altura que se eleva al oeste del glaciar. El glaciar de Bjørne descarga desde el lado oeste del fiordo exterior de Ingolf, drenando la cordillera de los Alpes de la Princesa Isabel hacia el norte.
El extremo sur de los Alpes Princesa Isabel y el Glaciar Hjorne (danés: Hjørnegletscher) se encuentran en el lado norte del fiordo interior. Unos kilómetros más al oeste, el fiordo Ingolf se curva hacia el SSW en ángulo recto y hay un pequeño brazo, Solvig, con un valle que discurre en dirección SSW en cuyo extremo se encuentra el lago Centrum. El valle del río Nunataami Elv, la desembocadura del lago Romer, situado más al norte, desemboca en el brazo interior septentrional del fiordo. Antiguamente se creía que este brazo formaba la cabeza del fiordo, pero en 1939 se descubrió que el fiordo continuaba más hacia el oeste y el SO, terminando en dos ramificaciones cortas en su extremo más interior, el Månevig ramificándose en dirección oeste y el Solvig en dirección sur.  El glaciar Drabe (danés: Dråbegletscher) es un glaciar colgante situado en el lado este de esta zona.

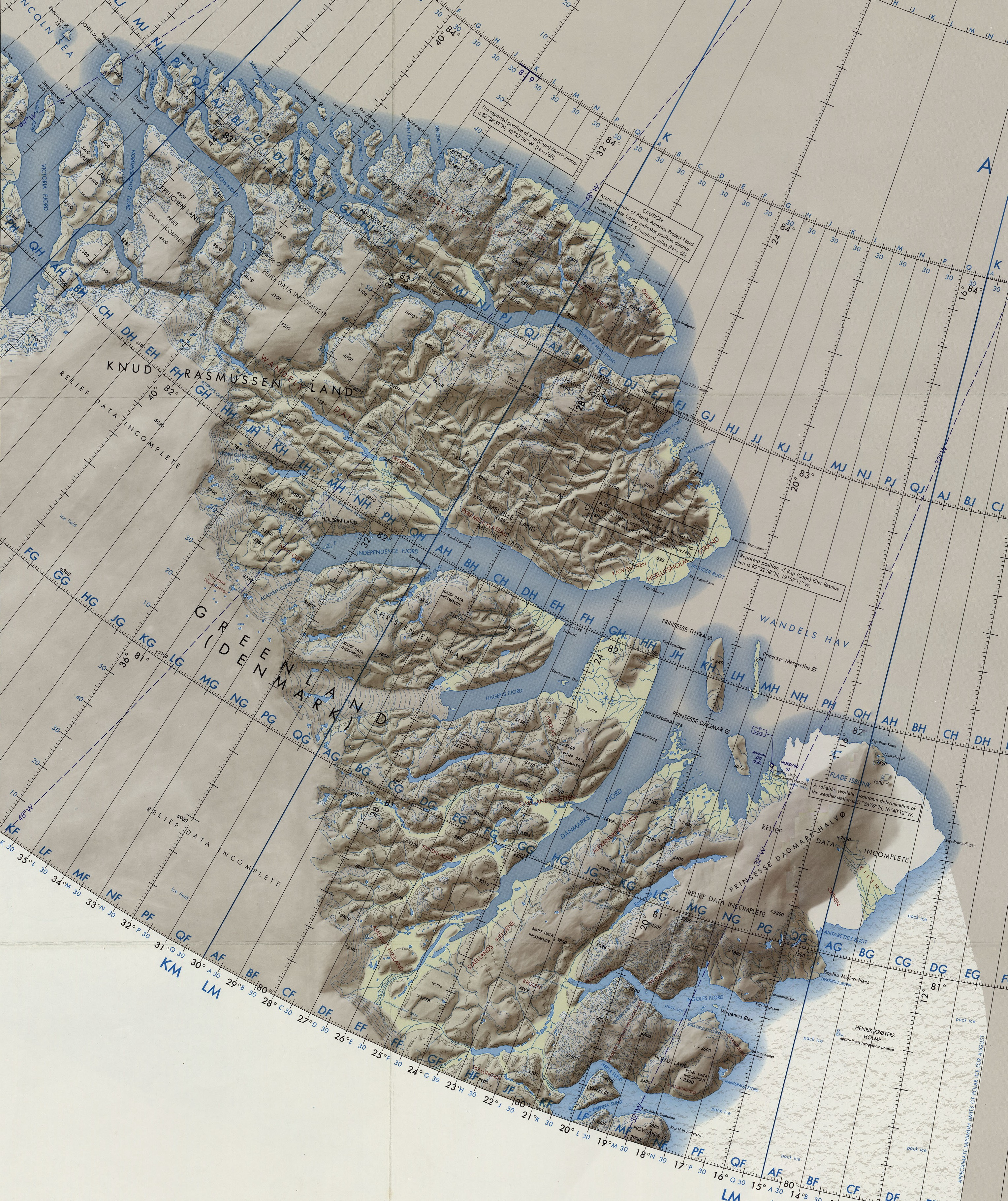
Mapa del noreste de Groenlandia.

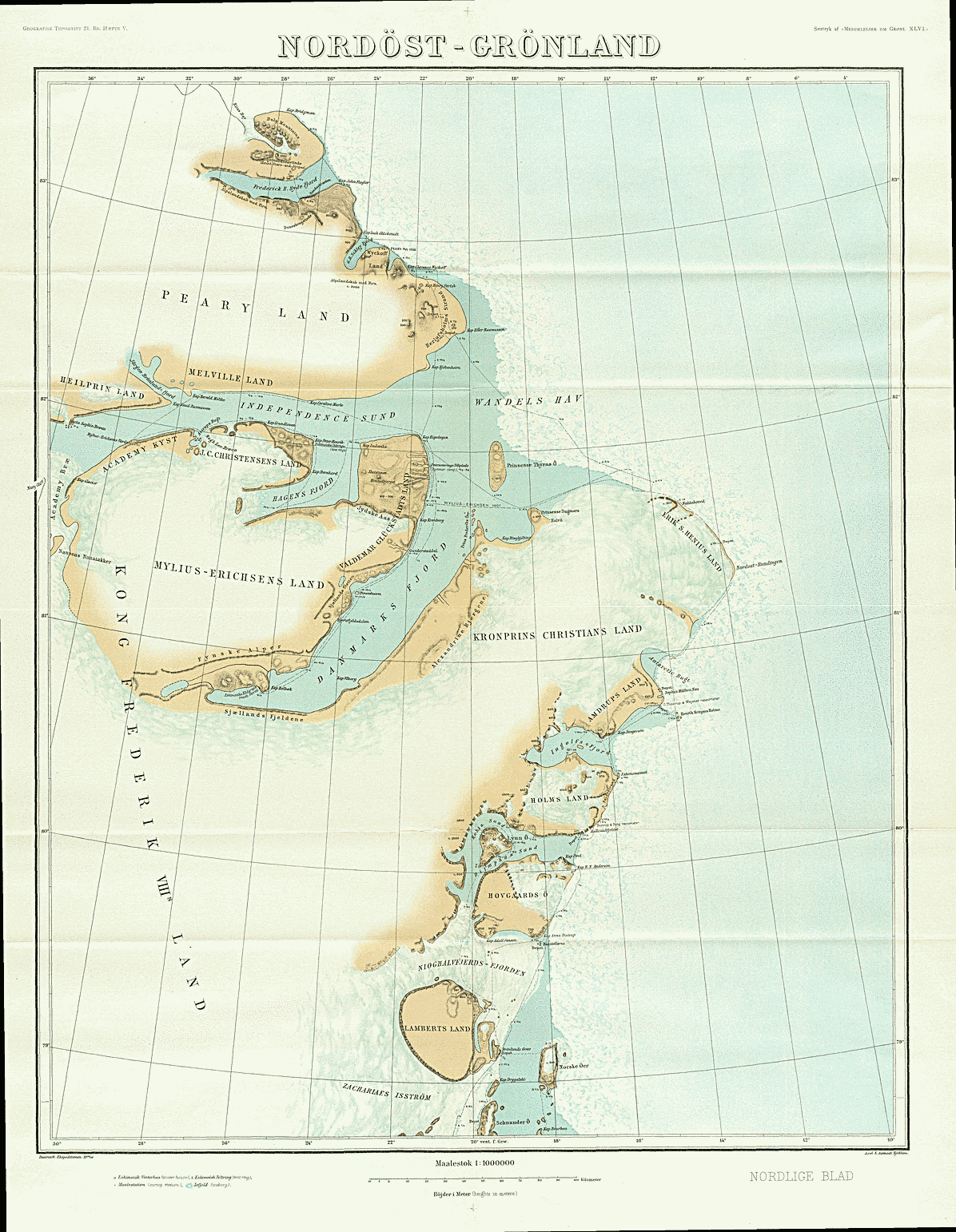
1911 Mapa alemán del NE de Groenlandia mostrando el fiordo Ingolf.